# Czerwone (gmina)
Czerwone (od 1973 Kolno) – dawna gmina wiejska istniejąca do 28 września 1954 roku w woj. białostockim i przejściowo w woj. warszawskim (dzisiejsze woj. podlaskie). Siedzibą władz gminy było Czerwone.
Na początku okresu międzywojennego gmina Czerwone należała do powiatu kolneńskiego w woj. białostockim, a w związku ze zniesieniem powiatu 1 kwietnia 1932 roku gminę przyłączono do powiatu łomżyńskiego w tymże województwie. 1 kwietnia 1939 roku gminę Czerwone wraz z całym powiatem łomżyńskim przyłączono do woj. warszawskiego.
Przez krótki okres po wojnie gmina zachowała przynależność administracyjną, lecz już z dniem 18 sierpnia 1945 roku została wraz z powiatem łomżyńskim wyłączona z woj. warszawskiego i przyłączona z powrotem do woj. białostockiego. 1 stycznia 1948 roku gmina weszła w skład reaktywowanego powiatu kolneńskiego w tymże województwie. Według stanu z 1 lipca 1952 roku gmina była podzielona na 21 gromad: Charubiny, Czernice, Czerwone, Dudy, Gietki, Gromadzyń Stary, Gromadzyń-Wykno, Górszczyzna, Kolimagi, Kozioł, Niksowizna, Pachuczyn, Piasutno Żelażne, Ptaki, Pupki, Rupin, Samule, Tyszki-Łabno, Waszki, Wincenta, Zabiele.
Gmina została zniesiona 29 września 1954 roku wraz z reformą wprowadzającą gromady w miejsce gmin. Jednostki nie przywrócono 1 stycznia 1973 roku po reaktywowaniu gmin, utworzono natomiast jej terytorialny odpowiednik, gminę Kolno.

## Demografia
Według spisu powszechnego z 1921 roku, gminę w ówczesnych granicach zamieszkiwało 5638 osób, w tym 5616 Polaków, 17 Żydów, 3 Rosjan i 2 Rusinów.